# Mano a mano (Los 80)
«Mano a mano» es el quinto episodio de la tercera temporada de la serie de televisión chilena Los 80 y el episodio 25 en general de la serie. Escrito por Rodrigo Cuevas y dirigido por Boris Quercia, el episodio se estrenó por Canal 13 el 14 de noviembre de 2010.

## Argumento
El episodio está situado entre el 21 al 28 de junio de 1985; se ha puesto fin al estado de sitio, y con el levantamiento del toque de queda en el ambiente, se perciben las ganas de celebrar. Juan (Daniel Muñoz) y Exequiel (Daniel Alcaíno) planean sacar a pasear a Ana y Nancy a una tanguería que celebra el aniversario de la muerte de Carlos Gardel, y de paso, Exequiel pretende darle una gran sorpresa a Nancy (Katty Kowaleczko). Ambas aceptan y comparten una entretenida noche, la que se acrecienta cuando Exequiel le pide matrimonio a Nancy, la cual acepta. Sin embargo, todo cambia cuando ven que Mónica también está en el lugar. Ana empieza a tener celos de Juan cuando ve que alaba sus pasos de baile y más aún cuando en la semana le pide que revele las fotos del cumpleaños de Anita.
Claudia (Loreto Aravena), mientras se preparaba para ir a trabajar, se entera de un enfrentamiento que resultó en la muerte de un frentista; pero comienza a alarmarse cuando ve que en el lugar, se encontraba el auto de Gabriel (Mario Horton). A pesar de que le aconsejan no pensar en él, Claudia durante la semana trata de buscar información con la ayuda de un compañero de él llamado Fernando. Tras días de angustia, finalmente se encuentran y se besan, aceptando que está enamorada de él. 
Por su parte, Félix (Lucas Escobar) y Bruno (Pablo Freire) también tienen un evento importante: son invitados al cumpleaños de Paty, la compañera de curso que se ha robado los corazones de ambos, abriendo una rivalidad inédita entre ellos. Durante la semana Félix y Bruno se preparan para el evento, con Félix pidiéndole consejos a Martin. Llegado el día, llegan puntualmente a las siete de la tarde. Preparados, bien vestidos, peinados y sumamente nerviosos por su primera fiesta con niñas. Como en todas las primeras fiestas bailables de la infancia, los niños están a un lado y las niñas al otro intentando que ellos dejen de hacer cualquier otra cosa y las saquen a bailar. Ambos quedan decepcionados cuando ven que Paty baila con otro niño, aunque pasan sus penas compartiendo como amigos.
A su regreso a casa con Exequiel, observa cómo un extraño hombre llega a su casa y es echado por Nancy; la situación lo asusta más al ver que el hombre parece tener un importante parecido con él.

## Personajes citados
En este capítulo se reconoce la figura de Carlos Gardel y su importancia musical en cuanto al género Tango y como este era mayormente popular entre la población adulta.

## Recepción
El capítulo obtuvo una audiencia de 25.9 puntos de rating porcentuales como promedio durante la emisión, logrando 2.6 millones de espectadores, con esto se alzó como lo más visto del día en Chile, superando a su competencia del mismo horario, Animal nocturno de TVN, estelar que tenía la presencia de Olivia Newton-John, Íngrid Betancourt y el minero rescatado Edison Peña.